# Medailové pořadí na Zimních olympijských hrách 1968
Toto je medailové pořadí zemí na Zimních olympijských hrách 1968, které se konaly v Grenoblu ve Francii od 25. ledna 1968 do 5. února 1968. Těchto her se zúčastnilo 1158 sportovců z 37 zemí v 35 disciplínách v 6 sportech.

## Počet medailí
Toto je kompletní tabulka počtu medailí udělených na Zimních olympijských hrách 1968 podle údajů Mezinárodního olympijského výboru.
| Pořadí | Země                                 | Zlato | Stříbro | Bronz | Celkem |
| ------ | ------------------------------------ | ----- | ------- | ----- | ------ |
| 1      | Norsko (NOR)                         | 6     | 6       | 2     | 14     |
| 2      | Sovětský svaz (URS)                  | 5     | 5       | 3     | 13     |
| 3      | Francie (FRA)                        | 4     | 3       | 2     | 9      |
| 4      | Itálie (ITA)                         | 4     | 0       | 0     | 4      |
| 5      | Rakousko (AUT)                       | 3     | 4       | 4     | 11     |
| 6      | Nizozemsko (NED)                     | 3     | 3       | 3     | 9      |
| 7      | Švédsko (SWE)                        | 3     | 2       | 3     | 8      |
| 8      | Západní Německo (FRG)                | 2     | 2       | 3     | 7      |
| 9      | Spojené státy americké (USA)         | 1     | 5       | 1     | 7      |
| 10     | Německá demokratická republika (GDR) | 1     | 2       | 2     | 5      |
| 10     | Finsko (FIN)                         | 1     | 2       | 2     | 5      |
| 12     | Československo (TCH)                 | 1     | 2       | 1     | 4      |
| 13     | Kanada (CAN)                         | 1     | 1       | 1     | 3      |
| 14     | Švýcarsko (SUI)                      | 0     | 2       | 4     | 6      |
| 15     | Rumunsko (ROU)                       | 0     | 0       | 1     | 1      |
| Celkem | Celkem                               | 35    | 39      | 32    | 106    |